# Bankia fimbriatula
Bankia fimbriatula är en musselart som beskrevs av Karl von Moll och Roch 1931. Bankia fimbriatula ingår i släktet Bankia och familjen skeppsmaskar. Inga underarter finns listade i Catalogue of Life.